# Olympische Sommerspiele 2024/Rudern
Die Ruderregatten bei den Olympischen Spielen 2024 in Paris fanden vom 27. Juli bis 3. August mit insgesamt 14 Entscheidungen statt, davon sieben bei den Herren und sieben bei den Damen. Austragungsort war der Stade nautique de Vaires-sur-Marne.

## Zeitplan
| Zeitplan Rudern             | Zeitplan Rudern | Zeitplan Rudern | Zeitplan Rudern | Zeitplan Rudern | Zeitplan Rudern | Zeitplan Rudern | Zeitplan Rudern | Zeitplan Rudern |
| Wettbewerbe                 | Juli 2024       | Juli 2024       | Juli 2024       | Juli 2024       | Juli 2024       | August 2024     | August 2024     | August 2024     |
| Männer                      | 27.             | 28.             | 29.             | 30.             | 31.             | 1.              | 2.              | 3.              |
| --------------------------- | --------------- | --------------- | --------------- | --------------- | --------------- | --------------- | --------------- | --------------- |
| Einer                       |                 |                 |                 |                 |                 |                 |                 |                 |
| Zweier ohne Steuermann      |                 |                 |                 |                 |                 |                 |                 |                 |
| Doppelzweier                |                 |                 |                 |                 |                 |                 |                 |                 |
| Leichtgewichts-Doppelzweier |                 |                 |                 |                 |                 |                 |                 |                 |
| Vierer ohne Steuermann      |                 |                 |                 |                 |                 |                 |                 |                 |
| Doppelvierer                |                 |                 |                 |                 |                 |                 |                 |                 |
| Achter                      |                 |                 |                 |                 |                 |                 |                 |                 |
| Frauen                      | 27.             | 28.             | 29.             | 30.             | 31.             | 1.              | 2.              | 3.              |
| Einer                       |                 |                 |                 |                 |                 |                 |                 |                 |
| Zweier ohne Steuerfrau      |                 |                 |                 |                 |                 |                 |                 |                 |
| Doppelzweier                |                 |                 |                 |                 |                 |                 |                 |                 |
| Leichtgewichts-Doppelzweier |                 |                 |                 |                 |                 |                 |                 |                 |
| Vierer ohne Steuerfrau      |                 |                 |                 |                 |                 |                 |                 |                 |
| Doppelvierer                |                 |                 |                 |                 |                 |                 |                 |                 |
| Achter                      |                 |                 |                 |                 |                 |                 |                 |                 |
| Entscheidungen              | 0               | 0               | 0               | 0               | 2               | 4               | 4               | 4               |

|  | Qualifikation |  | Medaillenentscheidung |

## Bilanz

### Medaillenspiegel
| Platz  | Land                           | Gold | Silber | Bronze | Gesamt |
| ------ | ------------------------------ | ---- | ------ | ------ | ------ |
| 1      | Niederlande                    | 4    | 3      | 1      | 8      |
| 2      | Großbritannien                 | 3    | 2      | 3      | 8      |
| 3      | Rumänien                       | 2    | 3      | –      | 5      |
| 4      | Neuseeland                     | 1    | 2      | 1      | 4      |
| 5      | Deutschland                    | 1    | –      | 1      | 2      |
| 5      | Irland                         | 1    | –      | 1      | 2      |
| 5      | Vereinigte Staaten             | 1    | –      | 1      | 2      |
| 8      | Kroatien                       | 1    | –      | –      | 1      |
| 9      | Italien                        | –    | 2      | –      | 2      |
| 10     | Individuelle Neutrale Athleten | –    | 1      | –      | 1      |
| 10     | Kanada                         | –    | 1      | –      | 1      |
| 12     | Griechenland                   | –    | –      | 2      | 2      |
| 13     | Australien                     | –    | –      | 1      | 1      |
| 13     | Litauen                        | –    | –      | 1      | 1      |
| 13     | Polen                          | –    | –      | 1      | 1      |
| 13     | Schweiz                        | –    | –      | 1      | 1      |
| Gesamt | Gesamt                         | 14   | 14     | 14     | 42     |

### Medaillengewinner
Männer
| Disziplin                   | Gold | Silber | Bronze |
| --------------------------- | --- | --- | --- |
| Einer                       | Oliver Zeidler (GER) | Jauhen Salaty (AIN) | Simon van Dorp (NED) |
| Zweier ohne Steuermann      | KroatienMartin Sinković Valent Sinković                                                                                                   | GroßbritannienOliver Wynne-Griffith Thomas George                                                                                                  | SchweizRoman Röösli Andrin Gulich |
| Doppelzweier                | RumänienAndrei-Sebastian Cornea Marian Enache                                                                                             | NiederlandeMelvin Twellaar Stef Broenink | IrlandDaire Lynch Philip Doyle |
| Leichtgewichts-Doppelzweier | IrlandFintan McCarthy Paul O’Donovan | ItalienStefano Oppo Gabriel Soares | GriechenlandPetros Gkaidatzis Antonios Papakonstantinou |
| Vierer ohne Steuermann      | Vereinigte StaatenJustin Best Liam Corrigan Michael Grady Nick Mead                                                                       | NeuseelandMatt Macdonald Ollie Maclean Thomas Murray Logan Ullrich                                                                                 | GroßbritannienMatthew Aldridge David Ambler Freddie Davidson Oliver Wilkes                                                                                 |
| Doppelvierer                | NiederlandeLennart van Lierop Finn Florijn Tone Wieten Koen Metsemakers                                                                   | ItalienLuca Chiumento Luca Rambaldi Giacomo Gentili Andrea Panizza                                                                                 | PolenFabian Barański Mateusz Biskup Dominik Czaja Mirosław Ziętarski                                                                                       |
| Achter                      | GroßbritannienSholto Carnegie Rory Gibbs Morgan Bolding Jacob Dawson Charles Elwes Thomas Digby James Rudkin Thomas Ford Harry Brightmore | NiederlandeSander de Graaf Ruben Knab Gert-Jan van Doorn Mick Makker Olav Molenaar Ralf Rienks Jacob van de Kerkhof Jan van der Bij Dieuwke Fetter | Vereinigte StaatenChristopher Carlson Peter Chatain Clark Dean Henry Hollingsworth Rielly Milne Evan Olson Pieter Quinton Nicholas Rusher Christian Tabash |

Frauen
| Disziplin                   | Gold | Silber | Bronze |
| --------------------------- | --- | --- | --- |
| Einer                       | Karolien Florijn (NED) | Emma Twigg (NZL) | Viktorija Senkutė (LTU) |
| Zweier ohne Steuerfrau      | NiederlandeYmkje Clevering Veronique Meester | RumänienIoana Vrînceanu Roxana Anghel | AustralienJessica Morrison Annabelle McIntyre                                                                                               |
| Doppelzweier                | NeuseelandBrooke Francis Lucy Spoors | RumänienAncuța Bodnar Simona Radiș | GroßbritannienMathilda Hodgkins-Byrne Rebecca Wilde                                                                                         |
| Leichtgewichts-Doppelzweier | GroßbritannienEmily Craig Imogen Grant | RumänienGianina-Elena Beleagă Ionela-Livia Cozmiuc | GriechenlandDimitra Eleni Kontou Zoi Fitsiou                                                                                                |
| Vierer ohne Steuerfrau      | NiederlandeBenthe Boonstra Hermijntje Drenth Tinka Offereins Marloes Oldenburg                                                                                   | GroßbritannienEsme Booth Helen Glover Samantha Redgrave Rebecca Shorten                                                                                | NeuseelandJackie Gowler Davina Waddy Kerri Williams Phoebe Spoors                                                                           |
| Doppelvierer                | GroßbritannienLauren Henry Hannah Scott Lola Anderson Georgina Brayshaw                                                                                          | NiederlandeLaila Youssifou Bente Paulis Roos de Jong Tessa Dullemans                                                                                   | DeutschlandMaren Völz Tabea Schendekehl Leonie Menzel Pia Greiten                                                                           |
| Achter                      | RumänienMaria-Magdalena Rusu Roxana Anghel Nicoleta-Ancuța Bodnar Maria Lehaci Adriana Adam Amalia Bereș Ioana Vrînceanu Simona Radiș Victoria-Ștefania Petreanu | KanadaAbigail Dent Caileigh Filmer Kasia Gruchalla-Wesierski Maya Meschkuleit Sydney Payne Jessica Sevick Kristina Walker Avalon Wasteneys Kristen Kit | GroßbritannienAnnie Campbell-Orde Holly Dunford Emily Ford Lauren Irwin Heidi Long Rowan McKellar Eve Stewart Harriet Taylor Henry Fieldman |

## Ergebnisse
- Es werden jeweils die ersten acht Plätze aufgeführt, da diese ein olympisches Diplom erhielten; detaillierte Ergebnisse sind in den verlinkten Teilartikeln zu finden.
- Das A-Finale war jeweils mit sechs Booten belegt, weshalb die Plätze 7 und 8 aus dem B-Finale stammen; diese sind mit einem (B) bezeichnet.

### Männer

#### Einer
| Platz | Land | Sportler                | Zeit (min)  |
| ----- | ---- | ----------------------- | ----------- |
| 1     | GER  | Oliver Zeidler          | 6:37,57     |
| 2     | AIN  | Jauhen Salaty           | 6:42,96     |
| 3     | NED  | Simon van Dorp          | 6:44,72     |
| 4     | BEL  | Tim Brys                | 6:48,44     |
| 5     | NZL  | Tom Mackintosh          | 6:49,62     |
| 6     | GRE  | Stefanos Douskos        | 7:02,05     |
| 7     | ROU  | Mihai Chiruță           | 6:44,83 (B) |
| 8     | DEN  | Sverri Sandberg Nielsen | 6:44,83 (B) |

#### Zweier ohne Steuermann
| Platz | Land | Sportler                             | Zeit (min)  |
| ----- | ---- | ------------------------------------ | ----------- |
| 1     | CRO  | Martin Sinković Valent Sinković      | 6:23,66     |
| 2     | GBR  | Oliver Wynne-Griffith Thomas George  | 6:24,11     |
| 3     | SUI  | Roman Röösli Andrin Gulich           | 6:24,76     |
| 4     | ROU  | Florin Arteni Florin Lehaci          | 6:25,61     |
| 5     | ESP  | Jaime Canalejo Javier García         | 6:29,60     |
| 6     | IRL  | Ross Corrigan Nathan Timoney         | 6:30,49     |
| 7     | NZL  | Dan Williamson Phillip Wilson        | 6:24,55 (B) |
| 8     | LTU  | Dovydas Stankūnas Domantas Stankūnas | 6:25,94 (B) |

#### Doppelzweier
| Platz | Land | Sportler                          | Zeit (min)  |
| ----- | ---- | --------------------------------- | ----------- |
| 1     | ROU  | Andrei Cornea Marian Enache       | 6:12,58     |
| 2     | NED  | Melvin Twellaar Stef Broenink     | 6:13,92     |
| 3     | IRL  | Daire Lynch Philip Doyle          | 6:15,17     |
| 4     | USA  | Sorin Koszyk Ben Davison          | 6:17,02     |
| 5     | ESP  | Aleix García Rodrigo Conde        | 6:20,59     |
| 6     | NZL  | Robbie Manson Jordan Parry        | 6:21,44     |
| 7     | SRB  | Martin Mačković Nikolaj Pimenov   | 6:13,85 (B) |
| 8     | FRA  | Hugo Boucheron Matthieu Androdias | 6:15,28 (B) |

#### Leichtgewichts-Doppelzweier
| Platz | Land | Sportler                                    | Zeit (min)  |
| ----- | ---- | ------------------------------------------- | ----------- |
| 1     | IRL  | Fintan McCarthy Paul O’Donovan              | 6:10,99     |
| 2     | ITA  | Stefano Oppo Gabriel Soares                 | 6:13,33     |
| 3     | GRE  | Petros Gkaidatzis Antonios Papakonstantinou | 6:13,44     |
| 4     | SUI  | Raphaël Ahumada Jan Schäuble                | 6:16,50     |
| 5     | NOR  | Lars Benske Ask Jarl Tjøm                   | 6:20,92     |
| 6     | CZE  | Jiří Šimánek Miroslav Vraštil               | 6:21,00     |
| 7     | FRA  | Hugo Beurey Ferdinand Ludwig                | 6:19,73 (B) |
| 8     | ESP  | Dennis Carracedo Ferrero Caetano Horta      | 6:19,90 (B) |

#### Vierer ohne Steuermann
| Platz | Land | Sportler                                                              | Zeit (min)  |
| ----- | ---- | --------------------------------------------------------------------- | ----------- |
| 1     | USA  | Justin Best Liam Corrigan Michael Grady Nick Mead                     | 5:49,03     |
| 2     | NZL  | Oliver Maclean Logan Ullrich Thomas Murray Matt Macdonald             | 5:49,88     |
| 3     | GBR  | Oliver Wilkes David Ambler Matt Aldridge Freddie Davidson             | 5:52,42     |
| 4     | ITA  | Giovanni Abagnale Nicholas Kohl Matteo Lodo Giuseppe Vicino           | 5:55,07     |
| 5     | ROU  | Ștefan Berariu Sergiu Bejan Andrei Mândrilă Ciprian Tudosă            | 5:56,85     |
| 6     | AUS  | Fergus Hamilton Alexander Hill Timothy Masters James Daniel Robertson | 6:00,35     |
| 7     | NED  | Eli Brouwer Guus Mollee Nelson Ritsema Rik Rienks                     | 5:56,35 (B) |
| 8     | FRA  | Benoît Brunet Teo Rayet Guillaume Turlan Thibaud Turlan               | 5:57,78 (B) |

#### Doppelvierer
| Platz | Land | Sportler                                                                      | Zeit (min)  |
| ----- | ---- | ----------------------------------------------------------------------------- | ----------- |
| 1     | NED  | Lennart van Lierop Finn Florijn Tone Wieten Koen Metsemakers                  | 5:42,00     |
| 2     | ITA  | Luca Chiumento Luca Rambaldi Giacomo Gentili Andrea Panizza                   | 5:44,40     |
| 3     | POL  | Fabian Barański Mateusz Biskup Dominik Czaja Mirosław Ziętarski               | 5:44,59     |
| 4     | GBR  | Tom Barras Callum Dixon Matt Haywood Graeme Thomas                            | 5:46,51     |
| 5     | GER  | Anton Finger Max Appel Tim Ole Naske Moritz Wolff                             | 5:50,62     |
| 6     | SUI  | Dominic Condrau Jonah Plock Scott Bärlocher Maurin Lange                      | 5:58,04     |
| 7     | EST  | Tõnu Endrekson Mikhail Kushteyn Johann Poolak Allar Raja                      | 5:50,55 (B) |
| 8     | NOR  | Kristoffer Brun Oscar Stabe Helvig Jonas Slettemark Juel Erik André Solbakken | 5:51,88 (B) |

#### Achter
| Platz | Land | Sportler | Zeit (min) |
| ----- | ---- | --- | ---------- |
| 1     | GBR  | Morgan Bolding Sholto Carnegie Rory Gibbs Thomas Ford Jacob Dawson Charles Elwes Thomas Digby James Rudkin Harry Brightmore (S)                        | 5:22,88    |
| 2     | NED  | Ralf Rienks Olav Molenaar Sander de Graaf Ruben Knab Gert-Jan van Doorn Jacob van de Kerkhof Jan van der Bij Mick Makker Dieuwke Fetter (S)            | 5:23,92    |
| 3     | USA  | Henry Hollingsworth Nicholas Rusher Christian Tabash Clark Dean Christopher Carlson Peter Chatain Evan Olson Pieter Quinton Rielly Milne (S)           | 5:25,28    |
| 4     | GER  | Benedict Eggeling Torben Johannesen Olaf Roggensack Laurits Follert Max John Frederik Breuer Wolf-Niclas Schröder Mattes Schönherr Jonas Wiesen (S)    | 5:29,80    |
| 5     | ROU  | Mihăiță Țigănescu Laurențiu Danciu Bogdan Baitoc Constantin Adam Marius-Vasile Cozmiuc Mugurel Semciuc Florin Arteni Florin Lehaci Adrian Munteanu (S) | 5:30,15    |
| 6     | AUS  | Ben Canham Joshua Hicks Spencer Turrin Angus Widdicombe Jack Hargreaves Alexander Purnell Angus Dawson Joseph O’Brien Kendall Brodie (S)               | 5:31,79    |

S = Steuermann /-frau

### Frauen

#### Einer
| Platz | Land | Sportlerin           | Zeit (min)  |
| ----- | ---- | -------------------- | ----------- |
| 1     | NED  | Karolien Florijn     | 7:17,28     |
| 2     | NZL  | Emma Twigg           | 7:19,14     |
| 3     | LTU  | Viktorija Senkutė    | 7:20,85     |
| 4     | AUS  | Tara Rigney          | 7:21,38     |
| 5     | USA  | Kara Kohler          | 7:25,07     |
| 6     | BUL  | Desislawa Angelowa   | 7:34,61     |
| 7     | GER  | Alexandra Föster     | 7:23,53 (B) |
| 8     | AIN  | Tazzjana Klimowitsch | 7:25,61 (B) |

#### Zweier ohne Steuerfrau
| Platz | Land | Sportlerinnen                            | Zeit (min)  |
| ----- | ---- | ---------------------------------------- | ----------- |
| 1     | NED  | Ymkje Clevering Veronique Meester        | 6:58,67     |
| 2     | ROU  | Ioana Vrînceanu Roxana Anghel            | 7:02,97     |
| 3     | AUS  | Jessica Morrison Annabelle McIntyre      | 7:03,54     |
| 4     | USA  | Azja Czajkowski Jessica Thoennes         | 7:05,31     |
| 5     | LTU  | Kamilė Kralikaitė Ieva Adomavičiūtė      | 7:05,34     |
| 6     | GRE  | Evangelia Anastasiadou Christina Bourbou | 7:13,30     |
| 7     | ESP  | Esther Briz Aina Cid                     | 7:07,08 (B) |
| 8     | IRL  | Aifric Keogh Fiona Murtagh               | 7:08,88 (B) |

#### Doppelzweier
| Platz | Land | Sportlerinnen                           | Zeit (min)  |
| ----- | ---- | --------------------------------------- | ----------- |
| 1     | NZL  | Brooke Francis Lucy Spoors              | 6:50,45     |
| 2     | ROU  | Nicoleta-Ancuța Bodnar Simona Radiș     | 6:50,69     |
| 3     | GBR  | Mathilda Hodgkins-Byrne Becky Wilde     | 6:53,22     |
| 4     | NED  | Lisa Scheenaard Martine Veldhuis        | 6:54,24     |
| 5     | FRA  | Élodie Ravera-Scaramozzino Emma Lunatti | 6:57,35     |
| 6     | NOR  | Thea Helseth Inger Kavlie               | 6:58,41     |
| 7     | AUS  | Amanda Bateman Harriet Hudson           | 6:47,66 (B) |
| 8     | CZE  | Anna Šantrůčková Lenka Lukšová          | 6:49,92 (B) |

#### Leichtgewichts-Doppelzweier
| Platz | Land | Sportlerinnen                              | Zeit (min)  |
| ----- | ---- | ------------------------------------------ | ----------- |
| 1     | GBR  | Emily Craig Imogen Grant                   | 6:47,06     |
| 2     | ROU  | Gianina-Elena Beleagă Ionela-Livia Cozmiuc | 6:48,78     |
| 3     | GRE  | Dimitra Eleni Kontou Zoi Fitsiou           | 6:49,28     |
| 4     | NZL  | Shannon Cox Jackie Kiddle                  | 6:51,65     |
| 5     | IRL  | Aoife Casey Margaret Cremen                | 6:54,57     |
| 6     | USA  | Mary Reckford Michelle Sechser             | 6:55,60     |
| 7     | FRA  | Claire Bové Laura Tarantola                | 7:03,24 (B) |
| 8     | CAN  | Jennifer Casson Jill Moffatt               | 7:04,82 (B) |

#### Vierer ohne Steuerfrau
| Platz | Land | Sportlerinnen                                                                           | Zeit (min)  |
| ----- | ---- | --------------------------------------------------------------------------------------- | ----------- |
| 1     | NED  | Benthe Boonstra Hermijntje Drenth Tinka Offereins Marloes Oldenburg                     | 6:27,13     |
| 2     | GBR  | Esme Booth Helen Glover Samantha Redgrave Rebecca Shorten                               | 6:27,31     |
| 3     | NZL  | Jackie Gowler Davina Waddy Kerri Williams Phoebe Spoors                                 | 6:29,08     |
| 4     | ROU  | Adriana Adam Maria Lehaci Maria-Magdalena Rusu Amalia Bereș                             | 6:29,52     |
| 5     | USA  | Emily Kallfelz Kaitlin Knifton Mary Mazzio-Manson Kelsey Reelick                        | 6:34,88     |
| 6     | CHN  | Zhang Shuxian Liu Xiaoxin Wang Zifeng Xu Xingye                                         | 6:36,18     |
| 7     | IRL  | Emily Hegarty Eimear Lambe Natalie Long Imogen Magner                                   | 6:34,74 (B) |
| 8     | DEN  | Astrid Steensberg Frida Sanggaard Nielsen Marie Skytte Hauberg Johannesen Julie Poulsen | 6:36,43 (B) |

#### Doppelvierer
| Platz | Land | Sportlerinnen                                                                         | Zeit (min)  |
| ----- | ---- | ------------------------------------------------------------------------------------- | ----------- |
| 1     | GBR  | Lauren Henry Hannah Scott Lola Anderson Georgina Brayshaw                             | 6:16,31     |
| 2     | NED  | Laila Youssifou Bente Paulis Roos de Jong Tessa Dullemans                             | 6:16,46     |
| 3     | GER  | Maren Völz Tabea Schendekehl Leonie Menzel Pia Greiten                                | 6:19,70     |
| 4     | SUI  | Fabienne Schweizer Célia Dupré Pascale Walker Lisa Lötscher                           | 6:20,12     |
| 5     | UKR  | Jewhenija Nimtschenko Kateryna Dudtschenko Daryna Werchohljad Anastassija Koschenkowa | 6:23,05     |
| 6     | CHN  | Chen Yunxia Zhang Ling Lyu Yang Cui Xiaotong                                          | 6:27,08     |
| 7     | ROU  | Ioana-Madalina Moroșan Emanuela-Ioana Ciotău Alexandra Ungureanu Patricia Cires       | 6:29,64 (B) |
| 8     | AUS  | Ria Thompson Rowena Meredith Laura Gourley Caitlin Cronin                             | 6:30,85 (B) |

#### Achter
| Platz | Land | Sportlerinnen | Zeit (min) |
| ----- | ---- | --- | ---------- |
| 1     | ROU  | Maria-Magdalena Rusu Roxana Anghel Amalia Bereș Nicoleta-Ancuța Bodnar Maria Lehaci Adriana Adam Ioana Vrînceanu Simona Radiș Victoria-Ștefania Petreanu (S) | 5:54,39    |
| 2     | CAN  | Abigail Dent Caileigh Filmer Kasia Gruchalla-Wesierski Maya Meschkuleit Sydney Payne Jessica Sevick Kristina Walker Avalon Wasteneys Kristen Kit (S)         | 5:58,84    |
| 3     | GBR  | Annie Campbell-Orde Holly Dunford Emily Ford Lauren Irwin Heidi Long Rowan McKellar Eve Stewart Harriet Taylor Henry Fieldman (S)                            | 5:59,51    |
| 4     | AUS  | Katrina Werry Lucy Stephan Jacqueline Swick Georgina Rowe Sarah Hawe Giorgia Patten Bronwyn Cox Paige Barr Hayley Verbunt (S)                                | 6:00,73    |
| 5     | USA  | Charlotte Buck Molly Bruggeman Olivia Coffey Claire Collins Margaret Hedeman Meghan Musnicki Regina Salmons Madeleine Wanamaker Nina Castagna (S)            | 6:01,73    |
| 6     | ITA  | Veronica Bumbaca Alice Codato Linda De Filippis Alice Gnatta Elisa Mondelli Giorgia Pelacchi Aisha Rocek Silvia Terrazzi Emanuele Capponi (S)                | 6:07,51    |

S = Steuerfrau/-mann

## Qualifikation
Folgende Nationen erkämpften in den verschiedenen Bootsklassen Quotenplätze:
| Nation                         | Männer | Männer         | Männer               | Männer         | Männer      | Männer      | Männer | Frauen | Frauen         | Frauen               | Frauen         | Frauen      | Frauen      | Frauen | Boote |
| Nation                         | Einer  | Doppel- zweier | Lgw.- Doppel- zweier | Doppel- vierer | Zweier ohne | Vierer ohne | Achter | Einer  | Doppel- zweier | Lgw.- Doppel- zweier | Doppel- vierer | Zweier ohne | Vierer ohne | Achter | Boote |
| ------------------------------ | ------ | -------------- | -------------------- | -------------- | ----------- | ----------- | ------ | ------ | -------------- | -------------------- | -------------- | ----------- | ----------- | ------ | ----- |
| Algerien                       | X      |                |                      |                |             |             |        | X      |                |                      |                |             |             |        | 2     |
| Angola                         | X      |                |                      |                |             |             |        |        |                |                      |                |             |             |        | 1     |
| Ägypten                        | X      |                | X                    |                |             |             |        |        |                |                      |                |             |             |        | 2     |
| Argentinien                    |        |                | X                    |                |             |             |        |        |                | X                    |                |             |             |        | 2     |
| Aserbaidschan                  |        |                |                      |                |             |             |        | X      |                |                      |                |             |             |        | 1     |
| Australien                     |        |                |                      |                | X           | X           | X      | X      | X              |                      | X              | X           | X           | X      | 9     |
| Belgien                        | X      |                | X                    |                |             |             |        |        |                |                      |                |             |             |        | 2     |
| Bermuda                        | X      |                |                      |                |             |             |        |        |                |                      |                |             |             |        | 1     |
| Brasilien                      | X      |                |                      |                |             |             |        | X      |                |                      |                |             |             |        | 2     |
| Bulgarien                      | X      |                |                      |                |             |             |        | X      |                |                      |                |             |             |        | 2     |
| Chile                          |        |                | X                    |                |             |             |        |        |                |                      |                | X           |             |        | 2     |
| China                          |        | X              |                      |                |             |             |        |        | X              | X                    | X              |             | X           |        | 5     |
| Dänemark                       | X      |                |                      |                |             |             |        |        |                |                      |                | X           | X           | X      | 4     |
| Deutschland                    | X      | X              |                      | X              | X           |             | X      | X      |                |                      | X              |             |             |        | 7     |
| Estland                        |        |                |                      | X              |             |             |        |        |                |                      |                |             |             |        | 1     |
| Frankreich                     |        | X              | X                    |                |             | X           |        |        | X              | X                    |                |             |             |        | 5     |
| Griechenland                   | X      |                | X                    |                |             |             |        |        |                | X                    |                | X           |             |        | 4     |
| Großbritannien                 |        |                |                      | X              | X           | X           | X      |        | X              | X                    | X              | X           | X           | X      | 10    |
| Hongkong                       | X      |                |                      |                |             |             |        |        |                |                      |                |             |             |        | 1     |
| Indien                         | X      |                |                      |                |             |             |        |        |                |                      |                |             |             |        | 1     |
| Individuelle Neutrale Athleten | X      |                |                      |                |             |             |        | X      |                |                      |                |             |             |        | 2     |
| Indonesien                     | X      |                |                      |                |             |             |        |        |                |                      |                |             |             |        | 1     |
| Iran                           |        |                |                      |                |             |             |        | X      |                | X                    |                |             |             |        | 2     |
| Irland                         |        | X              | X                    |                | X           |             |        |        | X              | X                    |                | X           | X           |        | 7     |
| Italien                        |        | X              | X                    | X              | X           | X           | X      |        | X              |                      |                |             |             | X      | 8     |
| Japan                          | X      |                | X                    |                |             |             |        |        |                | X                    |                |             |             |        | 3     |
| Kanada                         |        |                |                      |                |             |             |        |        |                | X                    |                |             |             | X      | 2     |
| Kasachstan                     | X      |                |                      |                |             |             |        |        |                |                      |                |             |             |        | 1     |
| Kroatien                       | X      | X              |                      |                | X           |             |        |        |                |                      |                |             |             |        | 3     |
| Kuba                           | X      |                |                      |                |             |             |        | X      |                |                      |                |             |             |        | 2     |
| Kuwait                         |        |                |                      |                |             |             |        | X      |                |                      |                |             |             |        | 1     |
| Libyen                         | X      |                |                      |                |             |             |        |        |                |                      |                |             |             |        | 1     |
| Litauen                        | X      |                |                      |                | X           |             |        | X      | X              |                      |                | X           |             |        | 5     |
| Marokko                        |        |                |                      |                |             |             |        | X      |                |                      |                |             |             |        | 1     |
| Mexiko                         |        |                | X                    |                |             |             |        | X      |                |                      |                |             |             |        | 2     |
| Monaco                         | X      |                |                      |                |             |             |        |        |                |                      |                |             |             |        | 1     |
| Niederlande                    | X      | X              |                      | X              |             | X           | X      | X      | X              |                      | X              | X           | X           |        | 10    |
| Nicaragua                      |        |                |                      |                |             |             |        | X      |                |                      |                |             |             |        | 1     |
| Norwegen                       |        | X              | X                    | X              |             |             |        |        | X              |                      |                |             |             |        | 4     |
| Neuseeland                     | X      | X              |                      |                | X           | X           |        | X      | X              | X                    |                | X           | X           |        | 9     |
| Österreich                     |        |                |                      |                |             |             |        | X      |                | X                    |                |             |             |        | 2     |
| Paraguay                       | X      |                |                      |                |             |             |        | X      |                |                      |                |             |             |        | 2     |
| Peru                           |        |                |                      |                |             |             |        | X      |                | X                    |                |             |             |        | 2     |
| Philippinen                    |        |                |                      |                |             |             |        | X      |                |                      |                |             |             |        | 1     |
| Polen                          |        |                |                      | X              |             |             |        |        |                | X                    |                |             |             |        | 2     |
| Rumänien                       | X      | X              |                      | X              | X           | X           | X      |        | X              | X                    | X              | X           | X           | X      | 12    |
| Schweiz                        |        |                | X                    | X              | X           | X           |        | X      |                |                      | X              |             |             |        | 6     |
| Serbien                        |        | X              |                      |                |             |             |        | X      |                |                      |                |             |             |        | 2     |
| Simbabwe                       | X      |                |                      |                |             |             |        |        |                |                      |                |             |             |        | 1     |
| Singapur                       |        |                |                      |                |             |             |        | X      |                |                      |                |             |             |        | 1     |
| Slowenien                      | X      |                |                      |                |             |             |        | X      |                |                      |                |             |             |        | 2     |
| Spanien                        |        | X              | X                    |                | X           |             |        | X      |                |                      |                | X           |             |        | 5     |
| Sudan                          | X      |                |                      |                |             |             |        |        |                |                      |                |             |             |        | 1     |
| Südafrika                      |        |                |                      |                | X           |             |        | X      |                |                      |                |             |             |        | 2     |
| Thailand                       | X      |                |                      |                |             |             |        |        |                |                      |                |             |             |        | 1     |
| Togo                           |        |                |                      |                |             |             |        | X      |                |                      |                |             |             |        | 1     |
| Tschechien                     |        |                | X                    |                |             |             |        |        | X              |                      |                | X           |             |        | 3     |
| Tunesien                       | X      |                |                      |                |             |             |        |        |                | X                    |                |             |             |        | 2     |
| Türkei                         |        |                |                      |                |             |             |        | X      |                |                      |                |             |             |        | 1     |
| Uganda                         |        |                |                      |                |             |             |        | X      |                |                      |                |             |             |        | 1     |
| Ukraine                        |        |                | X                    |                |             |             |        |        |                |                      | X              |             |             |        | 2     |
| Ungarn                         | X      |                |                      |                |             |             |        |        |                |                      |                |             |             |        | 1     |
| Uruguay                        | X      |                |                      |                |             |             |        |        |                |                      |                |             |             |        | 1     |
| Usbekistan                     |        |                | X                    |                |             |             |        | X      |                |                      |                |             |             |        | 2     |
| Vereinigte Staaten             | X      | X              |                      |                | X           | X           | X      | X      | X              | X                    | X              | X           | X           | X      | 12    |
| Vietnam                        |        |                |                      |                |             |             |        | X      |                |                      |                |             |             |        | 1     |
| Gesamt: 66 NOKs                | 33     | 13             | 16                   | 9              | 13          | 9           | 7      | 32     | 13             | 16                   | 9              | 13          | 9           | 7      | 199   |